# KNDS France
KNDS France (раніше відомий як Nexter та GIAT Industries (фр. Groupement des Industries de l'Armée de Terre, Група підприємств з виробництва наземних озброєнь)) — французький виробник озброєнь і військової техніки зі штаб-квартирою в місті Версаль департаменту Івлін.
Унаслідок злиття Nexter Systems з Krauss-Maffei Wegmann торгова марка KNDS замінила торгову марку Nexter у червні 2023 року. У квітні 2024 року компанію Nexter Systems було офіційно перейменовано на KNDS France, а Krauss-Maffei Wegmann стала KNDS Deutschland.

## Історія

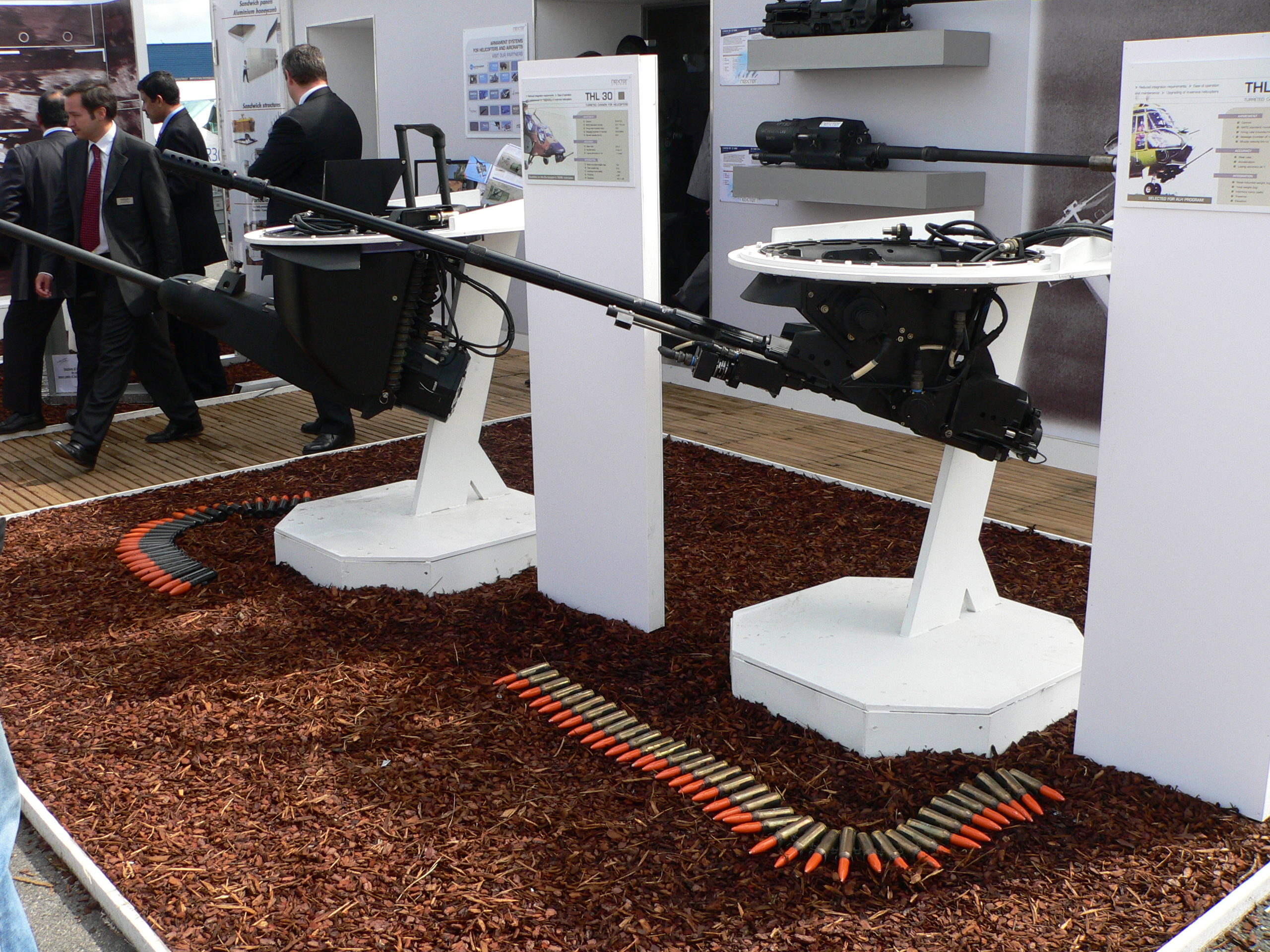
Виставкова експозиція компанії Nexter

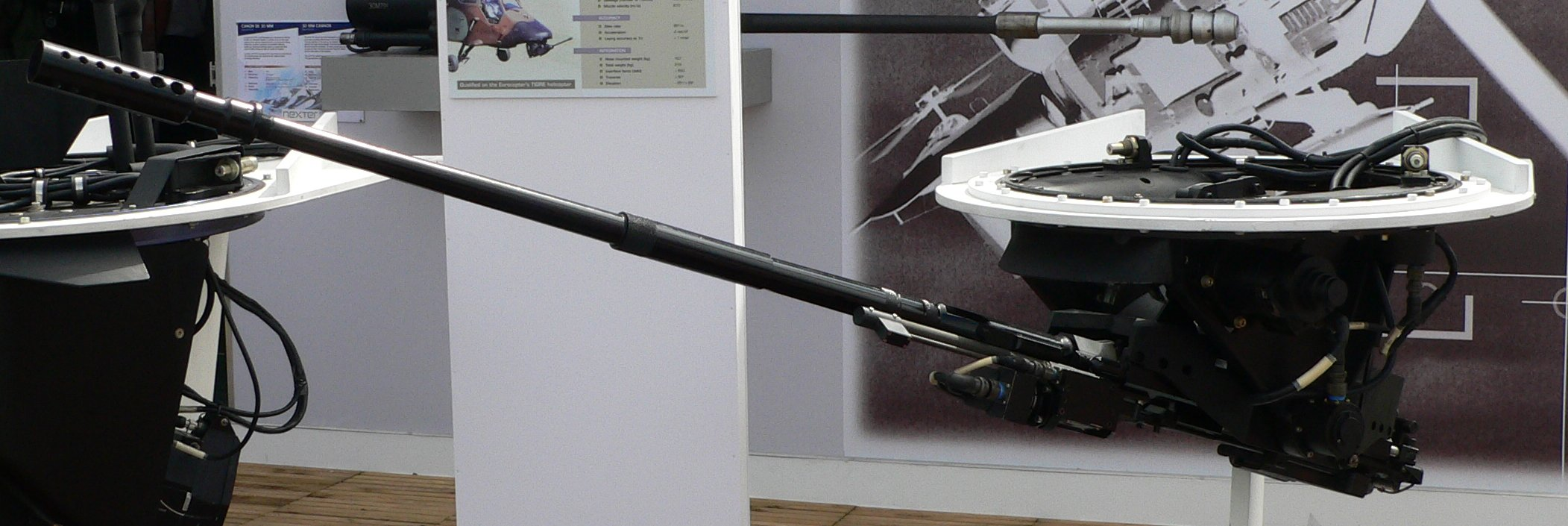
Гарматна вертолітна турель THL-20

У 1973 році була створена компанія GIAT, яка отримала промислові потужності Міністерства оборони Франції. У 1991 році компанія GIAT була націоналізована, потім 22 вересня 2006 року стала ядром нової компанії Nexter. Попри численні спроби досягнути самоокупності, звітність 2001—2002 років показала критичне фінансове становище. У 2014 році було оголошено, що Nexter збирається об'єднатися з німецькою промисловою компанією Krauss-Maffei Wegmann, створивши франко-німецьку оборонну групу Technology Group з річним оборотом близько 2 млрд євро і портфелем замовлень 6,5 млрд євро.

## Відома продукція
- Нечутливі боєприпаси
- FAMAS
- FR-F2
- «Леклерк»
- APILAS
- CAESAR
- PAPOP
- TITUS
- DNG/DCL